# Reservoir Dogs
Reservoir Dogs (dansk titel: Håndlangerne) er en amerikansk gangsterfilm fra 1992 som markerer filminstruktøren Quentin Tarantino's debut både som forfatter og instruktør. Den skildrer begivenhederne før og efter et mislykket juvelértyveri. Reservoir Dogs er castet med: Harvey Keitel, Steve Buscemi, Tim Roth, Michael Madsen, Chris Penn og Lawrence Tierney. Tarantino selv har også en mindre rolle, ligesom kriminalforfatteren Eddie Bunker. Den indeholder mange temaer som er blevet Tarantinos mærkesager; voldelig kriminalitet, popkulturreferencer, voldsom blasfemi, desuden opdelt handlingsforløb. Filmen har arvet flere koncepter fra Ringo Lam's 1987 film City On Fire.
Filmen er blevet en klassisk indiefilm, desuden et kulthit. Den blev døbt ”Greatest Independent Film of all Time” af Empire (film-magasin). Castingen blev rost af flere kritikere og filmen var generelt godt modtaget. Selvom der ikke blev ofret meget markedsføring ved udgivelsen, var filmen alligevel en stor økonomisk succes – filmen indtjente $2.832.029 som hurtigt betalte det $1,2 mio. budget tilbage. Desuden blev filmen et større hit i Storbritannien hvor den indtjente næsten £6.5 mio. Efterspørgslen steg yderligere ved Tarantino's film i samme stil; Pulp Fiction.
Et soundtrack med titlen Reservoir Dogs: The Original Motion Picture Soundtrack blev udgivet, indeholdende sange brugt i filmen, mest fra 70'erne.
I 2006 blev et computerspil med samme titel udgivet. Spillet blev efterfølgende ulovliggjort i flere områder pga. dets voldsudtryk.

## Handling
Filmen handler om en flok ukendte kriminelle, der bliver hyret af den ældre mafiaboss og gangster, Joe Cabot, der vil have dem til at røve en juvelér. Personerne får bl.a. dæknavnene Mr. White (Harvey Keitel), Mr. Blonde (Michael Madsen), Mr. Pink (Steve Buscemi) og Mr. Orange (Tim Roth). Men kuppet går fuldstændig galt, da politiet helt uventet dukker op på kort tid, og begynder at skyde løs. Nogle af røverne bliver hårdt sårede og andre dør, men de overlevende mødes i et hemmeligt pakhus. Usikkerheden breder sig blandt de overlevende, da de begynder at mistænke hinanden for at være stikkere.

## Medvirkende
| Skuespiller       | Rolle                         |
| ----------------- | ----------------------------- |
| Harvey Keitel     | Mr. White (Larry Dimmick)     |
| Tim Roth          | Mr. Orange (Freddy Newandyke) |
| Michael Madsen    | Mr. Blonde (Vic Vega)         |
| Steve Buscemi     | Mr. Pink                      |
| Chris Penn        | Nice Guy Eddie Cabot          |
| Lawrence Tierney  | Joe Cabot                     |
| Kirk Baltz        | Marvin Nash                   |
| Randy Brooks      | Holdaway                      |
| Quentin Tarantino | Mr. Brown                     |
| Edward Bunker     | Mr. Blue                      |
| Steven Wright     | K-Billy DJ                    |

## Mulighed for fortsættelse
Filmen Reservoir Dogs er en af de største kultfilm nogensinde, og blev bl.a. meget kendt for sin skarpe dialog og farverige karakterer. Især karakteren Mr. Blonde – alias Vic Vega – var med til at gøre filmen til et fænomen. Rollen som den psykopatiske gangster blev spillet af Michael Madsen, der desuden fik et stort gennembrud med netop denne rolle.
Publikum elskede denne karakter så meget, at filmens instruktør og forfatter, Quentin Tarantino fik seriøse planer om en mulig fortsættelse eller forløber til filmen. Filmen, kaldet "The Vega Brothers" eller "Double V Vega" skulle formentlig omhandle Michael Madsen karakter Mr. Blonde eller Vic Vega fra Reservoir Dogs og John Travoltas karakter Vincent Vega fra Pulp Fiction, fordi de to karakterer faktisk er brødre, selvom at det aldrig bliver fortalt, og selvom de aldrig mødes i de to film.

## Computerspil
I 2006 udkom der et computerspil der var baseret på filmen Reservoir Dogs til PlayStation 2, Xbox og PC.
Spillet fik blandede anmeldelser og solgte gennemsnitligt godt, men blev især kritiseret for, at det kun var Michael Madsen der lagde stemme og udseende til sin rolle i spillet. Resten af de originale skuespillere blev erstattet med andre skuespillere.